# Androstachys johnsonii
Androstachys johnsonii là một loài thực vật có hoa trong họ Picrodendraceae. Loài này được Prain mô tả khoa học đầu tiên năm 1908.